# 冂
멀경몸(멀冂몸)은 한자 부수의 하나. 성, '멀다'라는 뜻을 가지고 있다. 한자의 제자원리를 뜻하는 육서 중의 상형자로서 멀리 떨어져 아릿하게 보이는 성의 모습을 본땄다. 부수로 쓰이는 자이기는 하지만 부수자로 쓰일 때에는 뜻이 없다.

## 冂부
| 자획 | 글자              |
| ---- | ----------------- |
| 0 획 | 冂                |
| 2 획 | 冃 冄 内 円 冇 冈 |
| 3 획 | 冉 冊 冋 册 囘    |
| 4 획 | 再 冎             |
| 5 획 | 冏                |
| 6 획 | 冐                |
| 7 획 | 冑 冒             |
| 8 획 | 冓 冔             |
| 9 획 | 冕                |

## 문헌
- Fazzioli, Edoardo. 《Chinese calligraphy : from pictograph to ideogram : the history of 214 essential Chinese/Japanese characters》. calligraphy by Rebecca Hon Ko. New York: Abbeville Press. ISBN 0-89659-774-1.
- Leyi Li: “Tracing the Roots of Chinese Characters: 500 Cases”. Beijing 1993, ISBN 978-7-5619-0204-2